# Spodnja Rečica (Laško, Slovenija)
Spodnja Rečica je naselje u slovenskoj Općini Laškom. Spodnja Rečica se nalazi u pokrajini Štajerskoj i statističkoj regiji Savinjskoj. 

## Stanovništvo
Prema popisu stanovništva iz 2002. godine naselje je imalo 54 stanovnika.